# Rotala meenkulamensis
Rotala meenkulamensis är en fackelblomsväxtart som beskrevs av K.S.Prasad och Raveendran. Rotala meenkulamensis ingår i släktet Rotala och familjen fackelblomsväxter. Inga underarter finns listade i Catalogue of Life.